# ماهیچه نازک‌نئی طرفی
فیبولاریس ترتیوس Fibularis tertius  یا عضله نازک نئی جانبی ، از سطح قدامی پایین استخوان فیبولا منشا گرفته و تاندون آن در پایین به سطح پشتی متاتارس پنجم میچسبد. وظیفه این عضله دورسی فلکشن پا است. البته این عضله در مقایسه با سه عضله دیگر کوچک و نسبتاً ضعیف است.

## نگارخانه

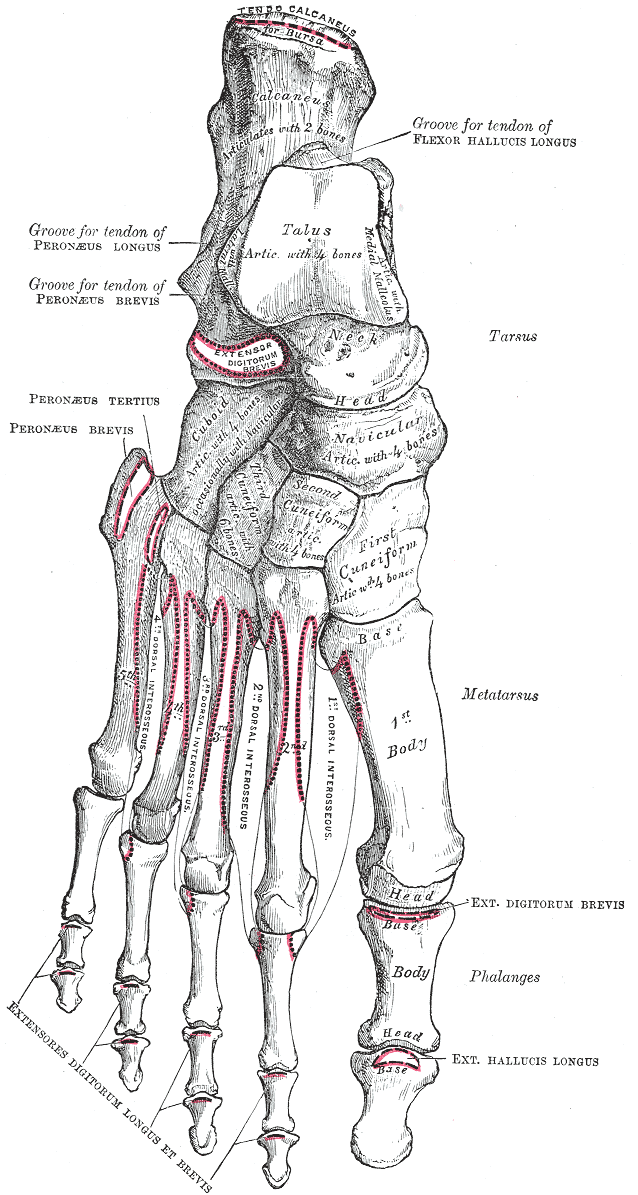
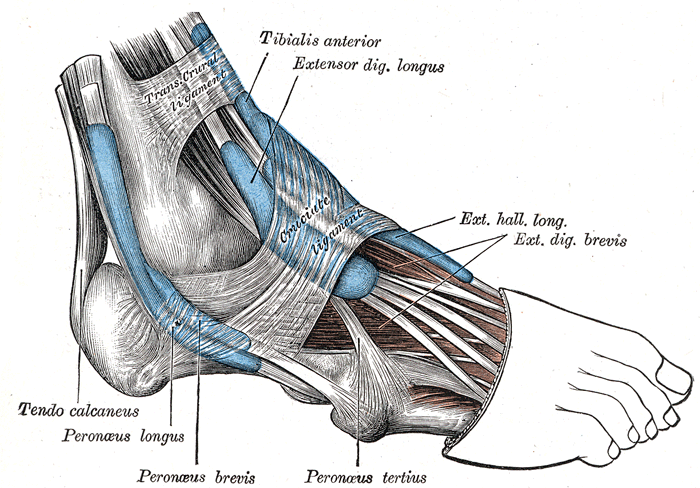
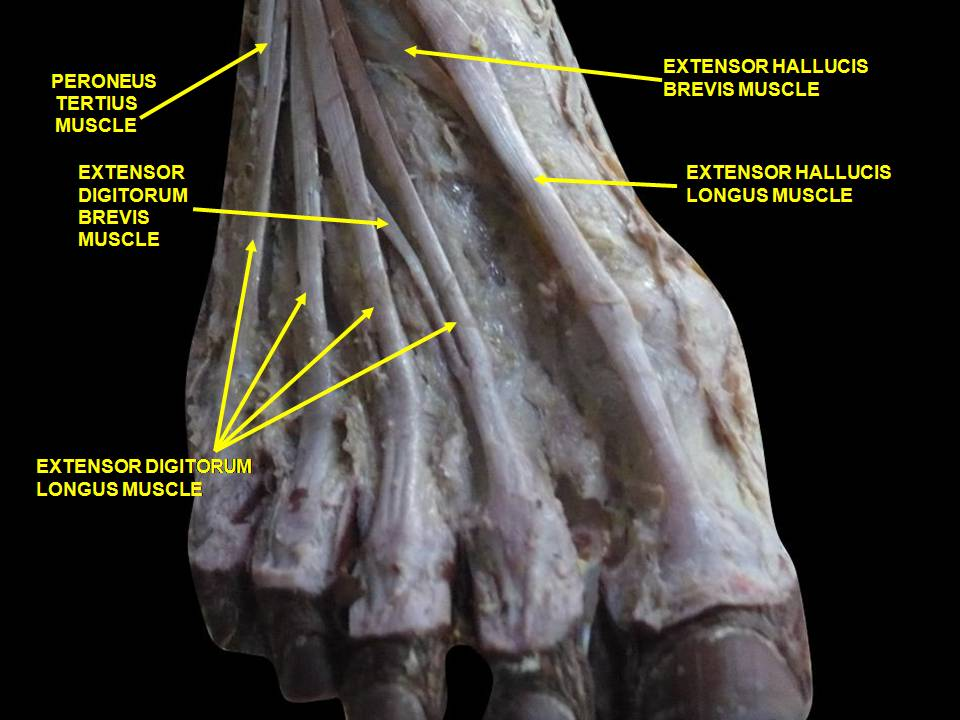
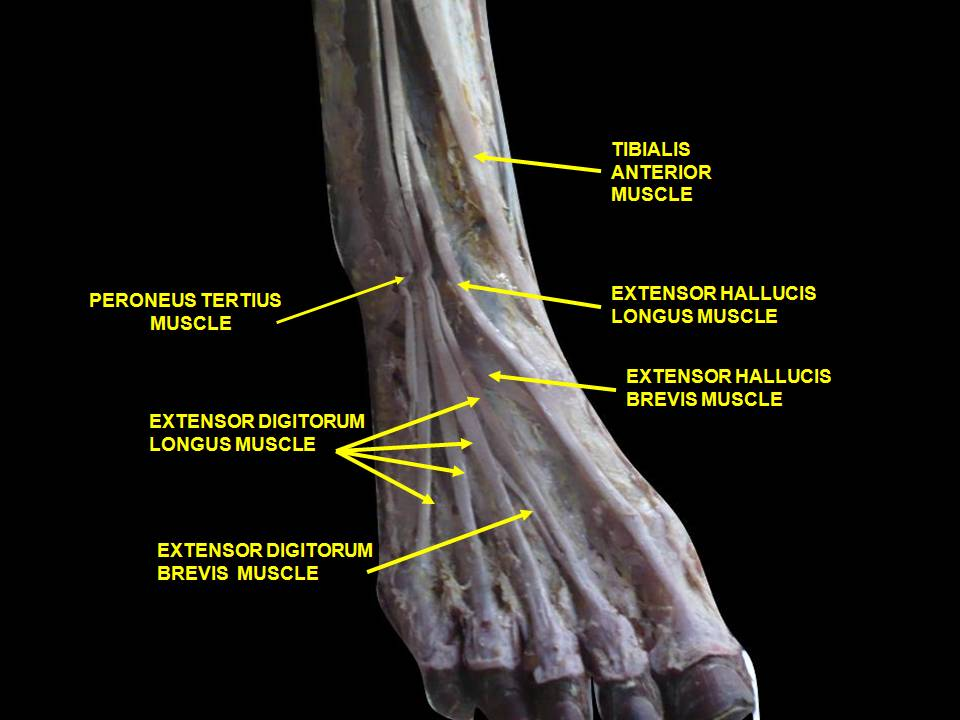